# فالبروک (کالیفرنیا)
فالبروک (به انگلیسی: Fallbrook) یک منطقهٔ مسکونی در ایالات متحده آمریکا است که در شهرستان سن دیگو، کالیفرنیا واقع شده‌است. فالبروک ۴۵٫۴۸۳ کیلومتر مربع مساحت و ۳۰٬۵۳۴ نفر جمعیت دارد و ۲۰۸ متر بالاتر از سطح دریا واقع شده‌است.